# Phenomenal
«Phenomenal» es un sencillo del rapero estadounidense Eminem, desde el Southpaw (Music from and Inspired By the Motion Picture) banda sonora (música inspirada en la película), publicado el 2 de junio de 2015.

## Antecedentes
Para promover el lanzamiento de singles, que de antemano en los remolques para la película Southpaw, protagonizada por Jake Gyllenhaal. En el final del video, Eminem grita: "Yo soy fenomenal '. Este pueblo informadas de que la nueva canción de Eminem fue titulado "fenomenal". Después de eso, Beats Electrónica utilizó un fragmento más largo de la canción para un nuevo comercial de Beats Solo HD2 con Draymond Green. [2] El 1 de junio, Eminem lanzó otro fragmento más largo de 15 segundos. El 2 de junio, el audio fue lanzado el Eminem Música. [3] La canción fue escrita por Eminem, Luis Resto y Mario Resto. También contiene la voz de Liz Rodríguez y Mario Resto. El sencillo fue el productor ejecutivo de DJ Khalil.

## Music video
Eminem publicó un video en YouTube para servir como un adelanto para el próximo video musical. El vídeo se estrenó el 3 de julio, a través de la música de Apple. [5] Filmado en Hong Kong y dirigido por Rich Lee, el video muestra a Eminem como una persona con habilidades sobrehumanas aunque sufre de pérdida de memoria. Él sale del hospital al noquear a algunos guardias de seguridad y viene en las calles. Él encuentra un extraño (John Malkovich) en un rickshaw que parece aplaudir sus habilidades. Él le dice a Eminem a ir con él y "terminar lo que empezamos" a la que Eminem le pide que le debe decir quién es y lo que sucederá en caso de que no lo siga, para que las respuestas más extrañas: "Usted va a caer". Despreocupado, Eminem tiene una bicicleta y accidentalmente salta en un coche con una persona anónima (Randall Park) en el interior. Él le ordena salir de su coche después de que la persona le pide que tome una selfie con él. La persecución termina cuando Eminem cae en la planta baja de un edificio que parece ser una etapa que tiene el Dr. Dre de pie en la esquina diciendo: "Justo a tiempo". Eminem se muestra a continuación, para agarrar un micrófono y de pie frente a las luces hasta que la cámara se apaga. [6] El vídeo se filtró en YouTube en julio El vídeo se estrenó el 1 de octubre, a través de VEVO.As de octubre de 2015, el video ha sido visto más de 9,8 millones de veces en YouTube.
El 4 de noviembre, un video que muestra la realización del video musical fue lanzado, junto una entrevista de Eminem expresar sus opiniones sobre la pista y letra.

## Trivia
- Eminem y Randall Park también había previamente trabajado juntos el la película de 2014 La Entrevista en la que Eminem hizo una cameo y el Parque desempeñó el papel de Kim Jong-un.

- Este fue el sexto video musical de colaboración de Eminem y director Rich Lee.

- Este fue el primer video musical de Eminem en el que Dr. Dre hicieron una aparición especial y no como un artista vocal.

## Rendimiento comercial
En el gráfico deL 20 de junio de 2015, "fenomenal" entró en el  Billboard  Hot 100 en el número 47 como de más alto rango debut de la semana, impulsado por la primera semana  descarga digital ventas de 77 000 copias

## Posicionamiento
| Listas (2015)                          | Posiciones |
| -------------------------------------- | ---------- |
| Australia (ARIA)                       | 81         |
| Canadá (Canadian Hot 100)              | 61         |
| Reino Unido (UK Singles Chart)         | 57         |
| Estados Unidos (Billboard Hot 100)     | 47         |
| Estados Unidos (Hot R&B/Hip-Hop Songs) | 14         |
| Estados Unidos (Hot Rap Songs)         | 9          |